# Alain Lachèze
Pour les articles homonymes, voir Lachèze.
Alain Lachèze, né le 11 septembre 1928 à Laval et mort le 24 février 1986 à Caen, est un footballeur français.

## Biographie
Fils de pâtissier, il débute au Stade lavallois, club avec lequel il remporte la Coupe de l'Ouest en 1949. 
Cet avant-centre poursuit ensuite sa carrière au Stade rennais, avant de jouer au SM Caen et au Stade nazairien.